# Academia Tahitiana
La Academia Tahitiana (en idioma tahitiano, Fare Vāna'a; en idioma francés, Académie Tahitienne) es la institución oficialmente reconocida que fija y regula las normas de la lengua tahitiana en la Polinesia francesa.
La academia se creó el 2 de agosto de 1972 por iniciativa de John Martin y Martial Iorss, después de que empezaran las gestiones en 1965, en el seno de una línea por parte de algunas fuerzas políticas y sociales de recuperación de la lengua y cultura tahitianes. El primer presidente de la institución fue Samuel Raapoto, que se encargó de la redacción y aprobación por parte de la academia de unos estatutos y de un nombre en tahitiano. Se escogió Fare Vāna'a, que era el lugar donde la gente grande instruía la juventud en base de leyendas o genealogías de los cabecillas.
Una de las primeras acciones de Fare Vāna'a fue la de crear en 1976 una comisión encargada de redactar una gramática del tahitiano. Yves Lemaitre, Paul Prevost, Alexandre Holozet, Samuel Raapoto, Raymond Pietri, Roland Sudo y John Martin formaron esta comisión. En 1986 salió publicada la gramática. La acompañaron en los años sucesivos unos cursos de tahitiano (Ta'uno puta reo Tahiti) para la educación primaria y otros para la educación secundaria (Hei pua ri'y). En el año 1999 fue publicado un diccionario tahitiano-francés. 
Actualmente, la Academia trabaja en la redacción de un diccionario francés-tahitiano.